# Bitwa pod Pohostem
Bitwa pod Pohostem – starcie zbrojne, które miało miejsce 4 września 1648 roku, podczas Powstania Chmielnickiego.
Pod koniec sierpnia 1648 roku powstańcy pod wodzą samozwańczego hetmana Jana Sokołowskiego (vel Sokowskiego) przystąpili do oblężenia Słucka, twierdza ta była własnością księcia Bogusława Radziwiłła znajdowała się w województwie nowogrodzkim. Obroną twierdzy dowodził podstoli wileński Jan Sosnowski.
Po trzech nieudanych szturmach, odnosząc przy tym znaczne straty, około 600 zabitych (głównie czerni) Kozacy rozpoczęli odwrót. Sosnowski wysłał w pogoń za wycofującym się nieprzyjacielem 600 kawalerzystów. Po trzech milach pościgu Litwini, 4 września dogonili uchodzących Kozaków pod miasteczkiem Pohostem (znajdującym się około 36 km od Słucka) przy przeprawie przez rzekę Słucz. Most przez rzekę prawdopodobnie był zatarasowany wycofującymi się wozami taborowymi.
Wywiązała się walka na przedmościu, gdzie tłoczący się tłum buntowników stawił zacięty opór kawalerzystom litewskim. W tym czasie jakiś chłop wskazał Litwinom pobliski bród przez rzekę, którym kilka chorągwi Sosnowskiego przeszło niepostrzeżenie na drugi brzeg i wyszło na tyły powstańców. Wśród zaskoczonych buntowników wybuchła panika. Pobici Kozacy ratowali się ucieczką. Uciekających ścigano aż do Turowa. Straty Kozaków wyniosły 2 tys. zabitych (zginął m.in. pisarz wojskowy Turczynowica) oraz wielu jeńców, sześciu „znaczniejszych” jeńców Litwini odesłali do Wilna, ciężko ranny został Sokołowski który wkrótce zmarł w Petrykowicach, znaczne straty ponieśli także Litwini.